# Criterium de los Abruzzos
El Criterium de los Abruzzos (oficialmente: Criterium d'Abruzzo) fue una carrera ciclista profesional de un día italiana que se disputaba en la región de los Abruzzos.
Se creó en el 1993 disputándose anualmente hasta su última edición en el 2004. Durante ese tiempo catalogada como carrera de categoría 1.5 (última categoría del profesionalismo), 1.4 y 1.3.

## Palmarés
| Año  | Ganador              | Segundo              | Tercero             |
| ---- | -------------------- | -------------------- | ------------------- |
| 1993 | Gianluca Bortolami   | Andrea Ferrigato     | Michele Bartoli     |
| 1994 | Michele Bartoli      | Maximilian Sciandri  | Rolf Sørensen       |
| 1995 | Alberto Elli         | Andrea Ferrigato     | Gian-Matteo Fagnini |
| 1996 | Stefano Colagè       | Mirko Gualdi         | Claudio Chiappucci  |
| 1997 | Daniele Nardello     | Giorgio Furlan       | Stefano Colagè      |
| 1998 | Francesco Casagrande | Alessandro Bertolini | Fausto Dotti        |
| 1999 | Pascal Richard       | Gianmario Ortenzi    | Luca Mazzanti       |
| 2000 | Massimo Apollonio    | Alberto Loddo        | Sandro Giacomelli   |
| 2001 | Milan Kadlec         | Ruggero Marzoli      | Saso Sviben         |
| 2002 | Salvatore Commesso   | Daniele Bennati      | Ruggero Marzoli     |
| 2003 | Matteo Carrara       | Daniele Bennati      | Eddy Serri          |
| 2004 | Enrico Degano        | Matteo Carrara       | Paolo Bossoni       |

## Palmarés por países
| País            | Victorias |
| --------------- | --------- |
| Italia          | 11        |
| Suiza           | 1         |
| República Checa | 1         |